# Joachim Martin Falbe
Joachim Martin Falbe (né le 11 juin 1709, mort le 22 mars 1782) est un peintre allemand portraitiste.

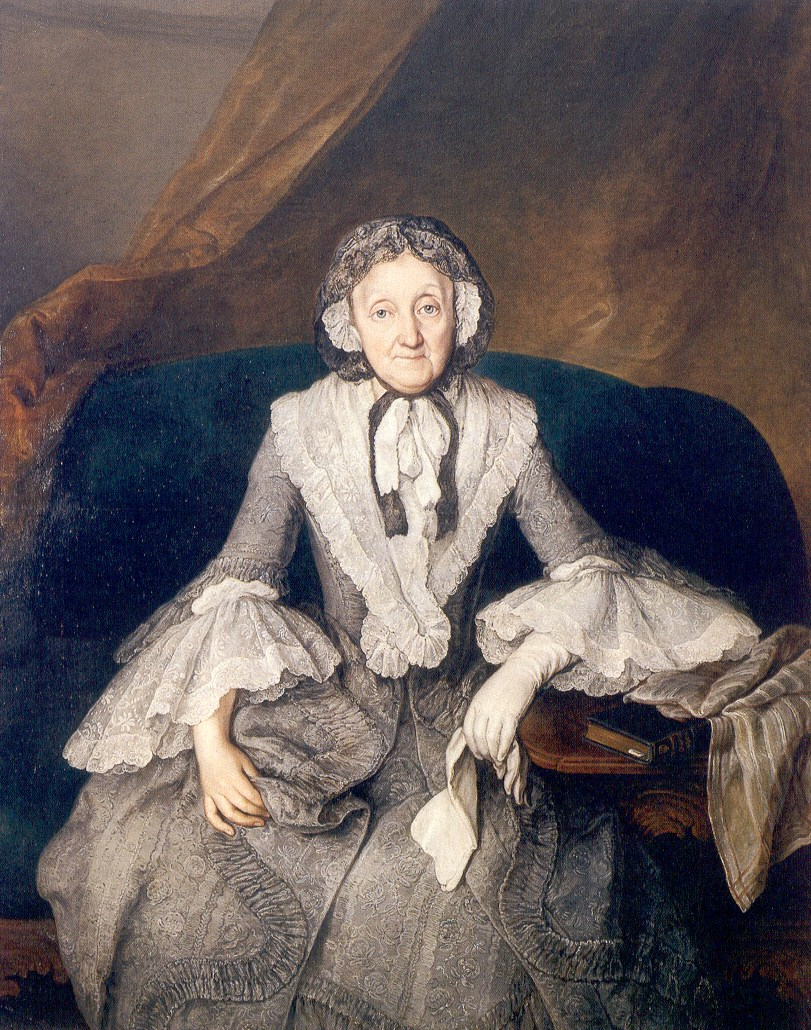
Portrait d'une vieille femme, 1755
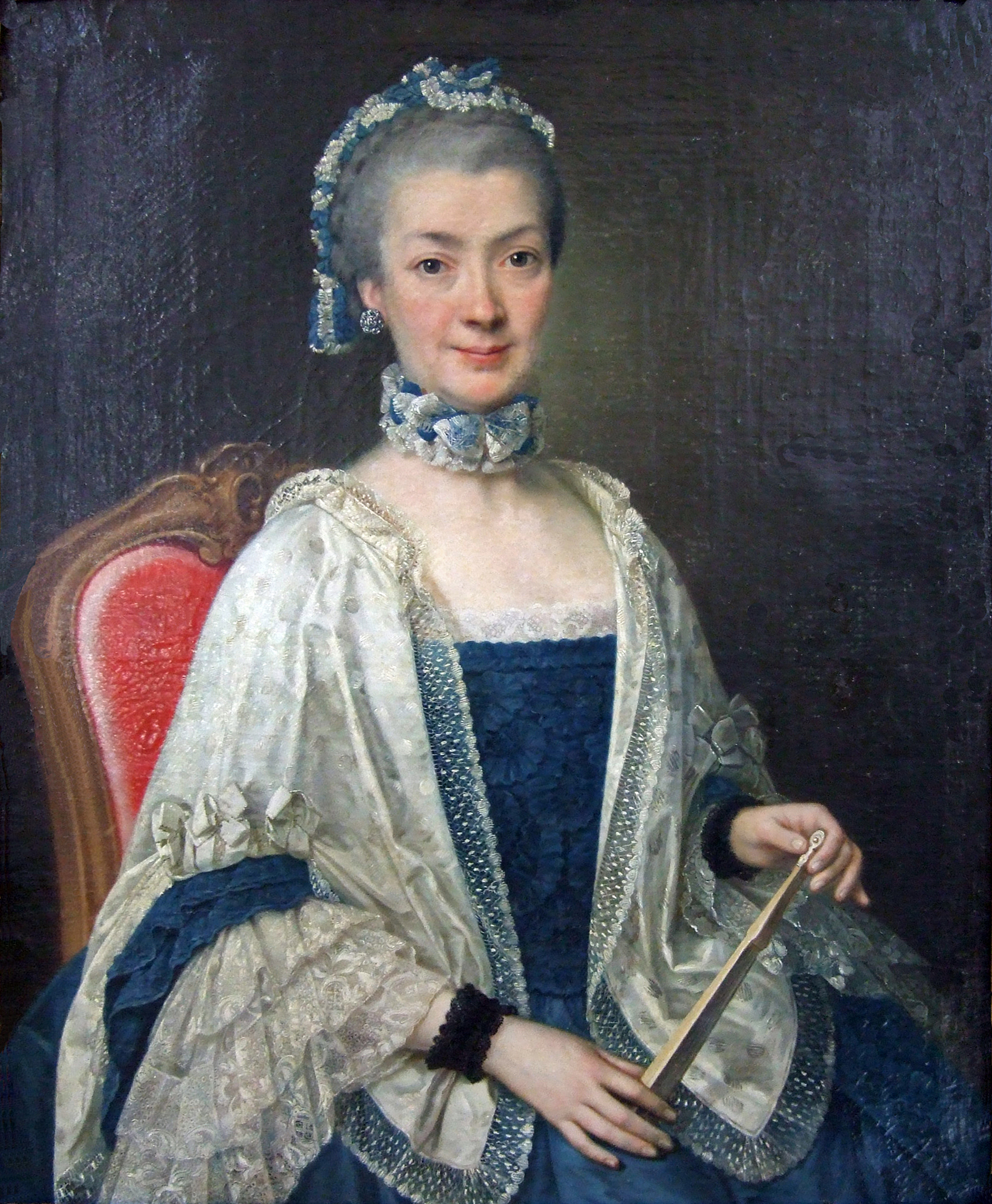
Portrait d'une femme inconnue, ca. 1764
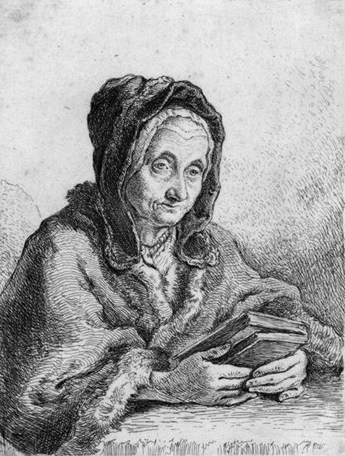
Vieille femme avec un livre, ca. 1752
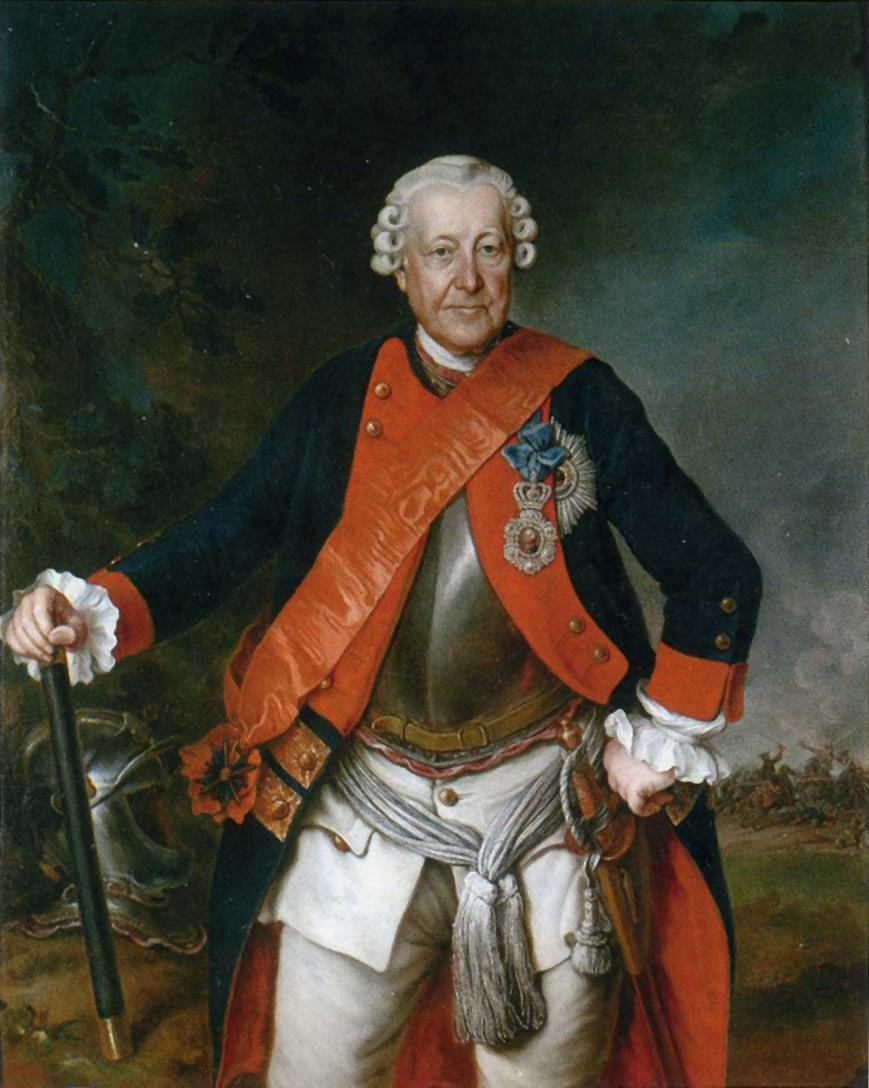
Hans von Lehwald, ca. 1760